# Meister von Castelsardo

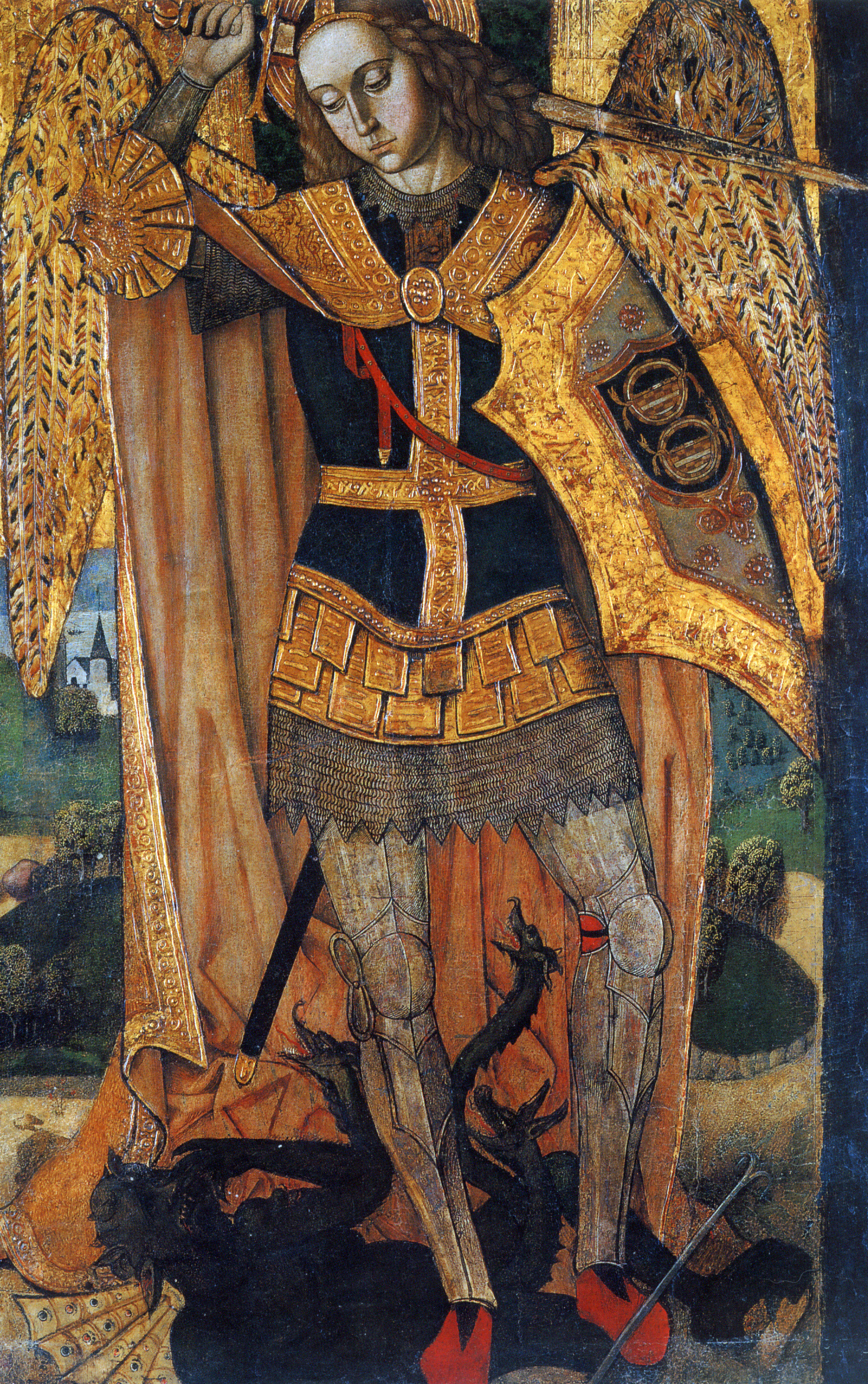
Meister von Castelsardo: Der Erzengel Michael, (um 1500, Castelsardo, Sardinien)

Als Meister von Castelsardo (* vor 1486; † nach 1515) wird ein am Beginn der Renaissance auf Sardinien arbeitender Maler bezeichnet. Der namentlich nicht bekannte Künstler erhielt seinen Notnamen nach den von ihm um 1500 für die Kathedrale Sant’ Antonio Abate in Castelsardo auf Sardinien gemalten Altarbildern. Diese Bilder sind in Form und Funktion spanischer Prägung und wurden in der Kirche hinter dem Altar aufgestellt. Bedeutende Fragmente finden sich heute noch in dieser Kirche, darunter beim Hauptaltar das Bild einer Madonna unter musizierenden Engeln.
Castelsardo ging in der zweiten Hälfte des fünfzehnten Jahrhunderts in den Besitz der Krone Aragon über und die Kunst auf Sardinien wurde dann durch die Katalanische Spätgotik beeinflusst. Deren Stil lässt bereits einen Übergang zu Frühformen der Renaissance erkennen und auch der Meister von Castelsardo zeigt solchen Einfluss spanisch-katalanischer Malerei. Er könnte seine Ausbildung in Barcelona erhalten haben. Auch Valencia kommt als Herkunftsort in Frage. Die Arbeitsweise des Meisters zum Beispiel in seiner realistischen Darstellung von Details in Landschaft und Architektur zeigt auch flämischen Einfluss und Maler von Flandern waren in Spanien als Lehrmeister tätig. Andererseits könnte der Meister von Castelsardo auch ein italienischer Maler gewesen sein, der unter dem Einfluss katalanischer Malerei stand. Es wurde vorgeschlagen, ihn mit Gioacchino Cavaro zu identifizieren, was jedoch umstritten bleibt.
Dem Meister von Castelsardo werden mehrere Tafelbilder auf Sardinien zugeschrieben. So sind einige andere Fragmente seines Werkes im Museo di Arte Sacra in der Krypta der Kathedrale Sant’ Antonio Abate in Castelsardo zu sehen, Bilder von vier Aposteln, dem Erzengel Michael und Gottvater. Weiter findet sich sein Petrus-Altar in der Pfarrkirche San Pietro Apostolo in Tuili auf Sardinien. Auch werden ihm Werke auf Korsika zugeordnet, darunter eine Kreuzigungsszene aus dem Kloster Saint-François bei Sainte-Lucie-de-Tallano auf Korsika. Das Werk entstand vor 1500 und wird heute im dortigen Rathaus aufbewahrt. Aus dem Kloster soll ein weiteres Werk des Meisters stammen, ein Dreifaltigkeitsaltar, heute in Saccargia. Eine Madonna mit Kind und Heiligen des Meisters, wohl auch aus Sardinien, wird heute im Birmingham Museum of Art in England aufbewahrt.